# 小牛田統括センター
小牛田統括センター（こごたとうかつセンター）は、東日本旅客鉄道（JR東日本）東北本部の駅・運転士・車掌を所管する組織である。
2023年6月1日に小牛田、くりこま高原、古川、石巻の各駅、小牛田運輸区を統合して発足。

## 所管

### 駅
- 小牛田駅 - 所長所在駅
- くりこま高原駅
- 古川駅
- 石巻駅

※ 上記は直営駅（有人駅）のみ記載
- 東北本線 : 鹿島台駅 - 石越駅
- 陸羽東線 : 北浦駅 - 中山平温泉駅
- 石巻線 : 上涌谷駅 - 女川駅
- 気仙沼線 : 和渕駅 - 陸前小泉駅
- 仙石線 : 陸前大塚駅 - 陸前山下駅

### 乗務員
- 小牛田駅構内に設置（旧小牛田運輸区）
- 担当線区（運転士・車掌）
  - 東北本線 - 仙台駅 - 一ノ関駅間
  - 石巻線 - 小牛田駅 - 女川駅間
  - 気仙沼線 - 前谷地 -  柳津駅間
  - 陸羽東線 - 全線
  - 仙石東北ライン - 全線

## 歴史
- 2023年6月1日 - 小牛田統括センター（小牛田、くりこま高原、古川、石巻の各駅、小牛田運輸区の統合）が発足。

| スタブアイコン | サブスタブ | この項目は、まだ閲覧者の調べものの参照としては役立たない、鉄道に関連した書きかけの項目です。この項目を加筆・訂正などしてくださる協力者を求めています（P:鉄道/PJ:鉄道）。 |